# Lizzy, Juultje en Babetje
Lizzy, Juultje en Babetje zijn drie stripfiguren uit de verhalen rondom Donald Duck. Ze zijn de nichtjes van Katrien Duck. Het is een drieling en ze zijn duidelijk de vrouwelijke tegenhangers van Kwik, Kwek en Kwak. Lizzy is het meisje met één staart, Babetje heeft twee staartjes, en tot slot Juultje met de haarband. Hun oorspronkelijke Engelse namen zijn April, May en June (naar de maanden april, mei en juni).

## Achtergrond
Ze kwamen voor het eerst voor in Flip Decision, een verhaal van Carl Barks uit februari 1953. Verhalen met Lizzy, Juultje en Babetje verschijnen tegenwoordig behalve in het weekblad Donald Duck ook in het tijdschrift Katrien.
Ze lijken in de Nederlandse verhalen bij hun tante Katrien in te wonen. In de meeste andere verhalen zijn ze alleen maar op bezoek bij hun tante.
Ze zijn lid van de Roodkapjepatrouille, een scoutingvereniging (vergelijkbaar met de Jonge Woudlopers, maar dan voor meisjes).

## Uiterlijk
Net als Kwik, Kwek en Kwak lijken Lizzy, Juultje en Babetje sprekend op elkaar, en zijn ze enkel uit elkaar te houden door de kleur van de strik die ze dragen. De kleuren van hun strikken zijn meestal net als bij Kwik, Kwik en Kwak rood, blauw en groen, maar soms worden ook de kleuren geel, oranje en paars gebruikt.
In 1998 besloten Nederlandse striptekenaars het drietal wat te moderniseren voor de hedendaagse lezer. Hiervoor moest eerst toestemming worden verkregen van The Walt Disney Company. Mau Heymans gaf de drie een nieuw uiterlijk, met elk een ander kapsel in plaats van de karakteristieke strikken: Babetje werd het nichtje met de haarband, Lizzy kreeg één staartje en Juultje droeg sindsdien twee staarten. Ook de roze pumps, die ze voorheen droegen, verdwenen. Verder werd hun gedrag aangepast aan de moderne tijd (zie ook Opschuivende tijdlijn). In Nederlandse strips staan de drie nichtjes van Katrien sindsdien samen met Kwik, Kwek en Kwak bekend als de Duckies.

## Ander personage dat Lizzy heet in de oude versie vanDuckTales
Het personage dat in de animatieserie DuckTales als Lizzy (een vertaling naar het Nederlands, alhoewel ze in aflevering 3 "Avontuur in de Andes" wordt voorgesteld als Elizabeth) meedeed, wordt in Nederland voorgesteld als een der drie nichtjes van Katrien. Hoewel deze Lizzy lijkt op de nichtjes van Katrien gaat het hier in zowel in de oude als de nieuwe versie van Ducktales om een totaal ander personage. Het betreft hier de kleindochter van Mevrouw Baktaart, eveneens een personage uit DuckTales. In Duitsland en Amerika echter heeft dit personage een andere naam (respectievelijk Nicki en Webbigail) dan de Lizzy van Lizzy, Juultje en Babetje (respectievelijk "Dicky, Dacky und Ducky" en "April, May and June").
In de nieuwe versie van Ducktales die in 2017 verscheen is de fout van de Nederlanders hersteld en heet het personage Webby (Webbelien van der Kwaak). Afgeleid van Van Webbigail zoals ze in Amerika heet. 
Lizzy, Juultje en Babetje hadden als trio meegespeeld in een cameo in de serie House of Mouse. Het drietal speelt tevens een bijrol in de in 2018 verschenen tekenfilmreeks De legende van de drie caballeros

## In andere talen
- Deens: Kylle, Pylle en Rylle
- Duits: Dicky, Dacky en Ducky
- Engels: April, May and June
- Fins: Leenu, Liinu en Tiinu
- Frans: Lili, Lulu et Zizi
- Italiaans: Emy, Ely, Evy
- Noors: Hetti, Letti en Netti
- Pools: Kizia, Mizia en Fizia
- Spaans: Abril, Mayo en Junio (zoals de oorspronkelijke namen)
- Zweeds: Kicki, Pippi en Titti